# IC 444
IC 444 је рефлексиона маглина у сазвјежђу Близанци која се налази на листи објеката дубоког неба у Индекс каталогу.
Деклинација објекта је + 23° 6' 0" а ректасцензија 6h 21m 6,0s.